# Hanföl
Hanföl ist ein fettes Pflanzenöl, das aus den Samen des Nutzhanfs (Cannabis sativa) gewonnen wird.
Es wird oft mit anderen öligen Hanfprodukten verwechselt, von denen es abgegrenzt werden muss. Hanföl ist ein Speiseöl und darf daher nicht mit dem ätherischen Hanföl (gewonnen aus destillierten Blättern und Blüten) oder dem Haschischöl (ölartiger, stark THC-haltigem Harzextrakt) verwechselt werden.
Hanfsamen enthalten – anders als das Harz der Pflanze – keine nennenswerten Mengen an Tetrahydrocannabinol (THC). Daher haben sie keine berauschende psychoaktive Wirkung, was dementsprechend auch für das daraus produzierte Öl gilt.

## Herstellung
Da der industrielle Hanfanbau im Regelfall zur Gewinnung von Hanffasern geschieht, stellen die Samen und damit auch das Hanföl nur ein Nebenprodukt des Anbaus dar. Die Samen werden bei der Aufbereitung der geernteten Hanfpflanzen gewonnen und weiterverarbeitet. Will man aus den Hanfsamen ein hochwertiges Hanföl gewinnen, so sind eine schonende Ernte und Ölgewinnung unabdingbar.
Durch seine feste Schale ist der Samen vor Umwelteinflüssen wie Sauerstoff und Sonnenlicht geschützt. Will man daher Öl aus den Samen gewinnen, so müssen diese vorsichtig geschält werden, was meist maschinell geschieht. Dann werden die Hanfnüsse in einer Ölmühle gepresst. Am besten eignet sich hierfür die Kaltpressung, da hier die Presstemperatur etwa zwischen 40 °C bis 60 °C liegt, und somit die wertvollen Inhaltsstoffe des Hanföls nicht durch Hitze geschädigt und reduziert werden. Bei 30 bis 35 % Ölgehalt ergibt sich ein Ölertrag von etwa 180 bis 350 Liter pro Hektar. Der Presskuchen (Hanfkuchen) enthält viel Eiweiß, er wird für Proteinpulver oder als Futtermittel verwendet.

## Eigenschaften

Allgemeine chemische Struktur von Ölen, wie Hanföl – Darin sind R^{1}, R^{2} und R^{3} Alkylreste oder Alkenylreste mit einer meist ungeraden Anzahl von Kohlenstoffatomen

Hanföl gehört zu den fetten Ölen. Chemisch gesehen ist es, wie andere Öle, ein homogenes Gemisch flüssiger Triglyceride. Die Farbe unterscheidet sich je nach Herstellungsart. So ist kaltgepresstes Hanföl grün-gelblich, warm gepresstes dagegen dunkelgrün. Hanföl riecht krautig und aromatisch und besitzt einen grün-nussigen Geruch. Der Geschmack schwankt von nussig zu krautig.

## Haltbarkeit
Wird das Hanföl luftdicht verschlossen aufbewahrt, so beträgt die Haltbarkeit mindestens 60 Wochen; dabei verringert – wie auch bei anderen Ölen – dunkle und gekühlte Lagerung die allmähliche Zersetzung durch Oxidation zusätzlich.

## Zusammensetzung
Das Fettsäurespektrum des Öls umfasst zum größten Teil (über 70 %) ungesättigte Fettsäuren. Davon sind für die menschliche Ernährung vor allem die mehrfach ungesättigten Fettsäuren von größerer Bedeutung, insbesondere die beiden für den Menschen essenziellen Omega-n-Fettsäuren Linolsäure und α-Linolensäure sowie γ-Linolensäure, eine in Speiseölen seltene Omega-6-Fettsäure. Deren Gehalt in Hanföl ist mit bis zu 4 % bemerkenswert hoch. Zudem enthält Hanföl Stearidonsäure, eine Omega-3-Fettsäure, die vom Körper in die Fettsäure EPA umgewandelt wird. Das Omega-6-zu-Omega-3-Fettsäuren-Verhältnis von Hanföl ist mit circa 2:1 bis 3:1 relativ niedrig, was als günstig für die Gesundheit angesehen wird.
Daneben enthält Hanföl auch diverse andere Pflanzenstoffe, die durch das Pressen mit herausgelöst werden, so z. B. Chlorophylle und Carotinoide, die auch für seine Färbung mitverantwortlich sind. Weiterhin sind auch relativ große Mengen an Tocopherol (ca. 80 mg/100 g, davon über 80 % γ-Tocopherol) und Phytosterinen (3,6–6,7 g/kg) enthalten.
Hanföl enthält im Gegensatz zu CBD-Öl und Cannabisöl nur eine geringfügige Menge Cannabinoide; so enthält es weder Cannabidiol (CBD) noch Tetrahydrocannabinol (THC) – beides ebenfalls Extrakte der Hanfpflanze – in nennenswerten Mengen.

## Verwendung
Die Verwendung des Hanfs als Nutzpflanze ist bis weit in die Geschichte zurückzuverfolgen, die frühesten Seile aus Hanffasern stammen dabei aus der Zeit um 2.800 v. Chr. aus China und die Nutzung als Textilfaser ist durch Funde aus der Zhou-Dynastie (1.122 bis 149 v. Chr.) belegt. Die früheste Nutzung von Hanföl als Nahrungsmittel oder für andere Verwendungen ist dagegen heute nicht zu datieren.
Durch das Einheitsabkommen über die Betäubungsmittel von 1961, im Zuge dessen der Anbau von Hanf in den meisten Nationen weitgehend verboten wurde, geriet die Nutzung von Hanfprodukten in Vergessenheit. Vor allem seit den 1990er Jahren werden die vielseitigen Verwendungsmöglichkeiten nach und nach wiederentdeckt, etabliert, und teilweise legalisiert.

### In der Küche
Aufgrund seines Fettsäurespektrums, das alle für den Menschen wichtige essentielle Fettsäuren enthält, gilt Hanföl als ernährungsphysiologisch hochwertiges Pflanzenöl und wird gerne in der Küche gebraucht. Einsatz findet es vor allem wegen seines nussigen Geschmacks als Speiseöl bei der Zubereitung von Salaten, Dressings, Soßen, Marinaden und Brotaufstrichen. Wegen seines relativ niedrigen Rauchpunktes von etwa 165 °C sollte es jedoch nicht zum Braten oder Frittieren verwendet werden, da sich sonst die Fettsäuren bei einer höheren Temperatur zersetzen und sich so auch der Geschmack des Öls ändern würde. Unbedenklich ist dagegen die Nutzung von Hanföl zum Dünsten und Dämpfen.

### Kosmetikherstellung
Hanföl wird in der Kosmetikindustrie bei der Herstellung verschiedener Produkte wie Massageölen, Salben, Cremes, Seifen und Shampoos verwendet. In der Liste der Inhaltsstoffe wird es als CANNABIS SATIVA SEED OIL (INCI) angegeben.

### In der Medizin
In der Medizin dient es zur Behandlung von Entzündungen der Ohren, der Nase und des Rachens sowie speziell in der Dermatologie bei entzündlichen Hauterkrankungen.

### Als technisches Öl
Ein weiteres Einsatzgebiet findet Hanföl als technisches Öl in der Industrie. Hier dient es wegen seines hohen Gehalts an Triacylglycerinen als Rohstoff für die Erzeugung von Reinigungsmitteln. Durch verschiedene chemische Verfahren (Verseifung, Ethoxylierung und Sulfatierung) können aus Hanföl verschiedene Rohstoffe (u. a. Seifen, Emulgatoren, Lösungsmitteln, Pflegestoffe oder Tenside) für die Reinigungsindustrie erzeugt werden, welche den Vorteil haben, dass sie leicht biologisch abbaubar sind. Des Weiteren dient Hanföl wegen seiner hohen Gleitfähigkeit zur Produktion von Druckertinte, Farben und Lacken und kommt auch bei der Herstellung von Holzschutzmitteln, Schmiermitteln und Wachsmalstiften zum Einsatz.
Speziell im Orient wird es bis heute als Lampenöl verwendet, weil es besonders hell brennt und in Verbindung mit ätherischem Hanföl den für Hanf typischen Geruch entwickelt.

### Als Biokraftstoff
Hanföl wird bis heute nicht zur Energiegewinnung genutzt. Obwohl es beispielsweise als Grundlage für pflanzenölbasierte Kraftstoffe (Biodiesel, Pflanzenölkraftstoff) verwendet werden könnte, besteht aktuell weder der Bedarf noch die technische Reife, das als hochwertig eingestufte Hanföl für energetische Zwecke zu nutzen. In einer Studie von 2007 kamen die Autoren zum Ergebnis, dass sich Hanföl derzeit wegen – im Vergleich etwa zu Rapsöl – zu geringer Oxidationsstabilität sowie hohem Koksrückstand nicht zur Verwendung in für andere Pflanzenöle tauglichen Motoren eigne. Es bestehe die Gefahr technischer Probleme sowie der Verschlechterung des Emissionsverhaltens. Offen bleibe eine Optimierung des Herstellungsverfahrens oder der Zusatz von Additiven zur Verbesserung der Kraftstoffeigenschaften. Möglich sei aber die Nutzung als Zusatz zu anderen Pflanzenölen.

### Als Futterzusatz
Für Tiere ist Hanfsamenöl ein zugelassenes Futtermittel. Verschiedene Hersteller haben Futtermittel und -zusätze auf Hanfölbasis entwickelt. Die Omega-Fettsäuren wirken sich positiv auf Haut und Fell aus und verbessern, ähnlich wie beim Menschen, die Fließeigenschaften des Blutes.

### Als Holzlackierung
Hanföl ist ein trocknendes Öl, da es zu einer festen Form polymerisieren kann. Aufgrund seiner polymerbildenden Eigenschaften wird Hanföl allein oder gemischt mit anderen Ölen, Harzen und Lösungsmitteln als Imprägniermittel und Lack in der Holzveredelung, als Pigmentbindemittel in Ölfarben und als Weichmacher und Härter in Spachtelmassen verwendet.